# Dmitrij Szczerbaczow
Dmitrij Grigorjewicz Szczerbaczow ros. Дмитрий Григорьевич Щербачёв (ur. 6 lutego?/18 lutego 1857, zm. 18 stycznia 1932 w Nicei) – rosyjski wojskowy, generał piechoty, generał adiutant Armii Imperium Rosyjskiego.

## Życiorys
Pochodzenia szlacheckiego. Ukończył Gimnazjum Wojskowe im. Batchina w Orle i Michajłowską Akademię Artylerii w Petersburgu. Oficer od 1876. Ukończył w 1884 Nikołajewską Akademię Sztabu Generalnego. Po zakończeniu akademii służył w sztabie Petersburskiego Okręgu Wojskowego, dowodził kompanią, batalionem, służył w sztabie dywizji piechoty, od maja 1899 oficer ds. zadań specjalnych w sztabie Wojsk Gwardii Petersburskiego Okręgu Wojskowego. Od września 1898 szef sztabu 2 Dywizji Piechoty Gwardii, od czerwca 1901 dowódca 145 Nowoczerkaskiego Pułku Piechoty, potem Pawłowskiego Pułku Gwardii Cesarskiej. W czasie krwawej niedzieli 9 stycznia 1905 w Petersburgu bezpośrednio dowodził wojskami tłumiącymi demonstrację. Od 1906 w świcie cara, za stłumienie buntów w Kronsztadzie i buntów w 6 batalionie saperów. Od czerwca 1906 dowódca 1 Finlandzkiej Brygady Piechoty. Od 24 stycznia 1907 komendant Nikołajewskiej Akademii Sztabu Generalnego. W czasie jego kierowania akademią wprowadzono reformy nauczania uwzględniające doświadczenia wojny rosyjsko-japońskiej. Ściągnął do akademii na wykładowców młodych oficerów uczestników wojny 1904-05. 29 listopada 1908 mianowany generałem porucznikiem.
Od 14 grudnia 1912 dowódca 9 Korpusu Armijnego, z którym rozpoczął I wojnę światową. Na czele 9 Korpusu walczył w bitwie galicyjskiej i zajął Lwów. W okresie kwiecień – październik 1915 dowódca 11 Armii, październik 1915 – kwiecień 1917 dowódca 7 Armii we Froncie Południowo-Zachodnim.
Po rewolucji lutowej 1917, od kwietnia 1917 wyznaczony pomocnikiem króla Rumunii, w tym czasie naczelnego dowódcy Frontu Rumuńskiego ds. prowadzenia operacji bojowych i dowódcą wojsk rosyjskich walczących na tym Froncie. Zmienił na tym stanowisku gen. Władimira Sacharowa. W skład Frontu wchodziły 9, 4, 6 Armie Rosyjskie; 1 i 2 Armia Rumuńska oraz w rezerwie: I Korpus Rumuński i rosyjskie: III Korpus Kawalerii i XXIX Korpus Armijny. W grudniu 1917 roku zezwolił na formowanie polskich formacji wojskowych na terytorium Rumunii.
Od 10 stycznia 1918 oficjalnie zastępca naczelnego dowódcy ds. rozformowania Frontu Rumuńskiego, próbował zatrzymać rozłam w wojskach. Rosyjskie wojska frontu podporządkował Dyrektoriatowi Ukrainy. Uczestniczył w formowaniu oddziałów ochotniczych we Froncie Rumuńskim. Próbował sformować 6 korpusów narodowych (2 polskie, 2 ukraińskie, rosyjski i muzułmański) do walki z Rosją Sowiecką. W lutym 1918 podpisał porozumienie pokojowe z Niemcami w Fokszanach na mocy którego doprowadził do ocalenia Armii Rumuńskiej. W marcu 1918 dał zgodę na wejście wojsk rumuńskich do Besarabii.
18 kwietnia złożył dymisję i wyjechał do swojego majątku, który otrzymał od króla Rumunii. W listopadzie 1918, po kapitulacji Niemiec przybył do Bukaresztu, gdzie rozpoczął rozmowy z przedstawicielem dowództwa francuskiego gen. dyw. Anri Bertlo. Na jednym ze spotkań został mu wręczony Krzyż Wielki Legii Honorowej. W czasie rozmów uzyskał zapewnienie przedstawiciela Francji o udzieleniu pomocy rosyjskiej białej armii. 30 grudnia 1918 przybył do Jekatierinodaru, gdzie został mianowany przedstawicielem wojskowym armii rosyjskiej przy Zjednoczonym Naczelnym Dowództwie wojsk interwencyjnych.
Na początku stycznia 1919 przez Serbię i Włochy dotarł do Paryża. Utworzył przedstawicielstwo zaopatrujące białą armię w Rosji, próbował formować oddziały ochotnicze w Czechach i Serbii z żołnierzy będących w niewoli, w celu wzmocnienia Armii Ochotniczej. W lutym 1919 admirał Aleksandr Kołczak zatwierdził go na tym stanowisku. W maju 1920 w związku z różnicą poglądów z gen. P. Wranglem dotyczących wspólnych działań wojennych z Polską przeciw Rosji Sowieckiej został zamieniony na tym stanowisku przez gen. J. Millera.
Wyjechał w 1920 do Nicei, gdzie żył za emeryturę przyznaną mu przez króla rumuńskiego. Po zakończeniu wojny domowej w Rosji aktywności antybolszewickiej nie przejawiał.

## Odznaczenia
- Order Świętego Aleksandra Newskiego
- Order Orła Białego (Rosja)
- Order Świętego Jerzego III klasy
- Order Świętego Jerzego IV klasy
- Order Świętego Włodzimierza II klasy
- Order Świętego Włodzimierza III klasy
- Order Świętego Włodzimierza IV klasy
- Order Świętej Anny I klasy
- Order Świętej Anny II klasy
- Order Świętej Anny III klasy
- Order Świętego Stanisława I klasy
- Order Świętego Stanisława II klasy
- Order Świętego Stanisława III klasy
- Krzyż Wielki Legii Honorowej (Francja)
- Krzyż Komandorski Legii Honorowej (Francja)
- Krzyż Oficerski Legii Honorowej (Francja)
- Order Korony Rumunii III klasy
- Order Świętych Maurycego i Łazarza IV klasy (Włochy)
- Order Świętego Sawy I klasy (Serbia)
- Order Michała Walecznego II klasy (Rumunia)
- Order Michała Walecznego III klasy
- Order Daniły I I klasy (Czarnogóra)
- Order Podwójnego Smoka (Chiny)